# Culpa Mía: London
Culpa Mía: London (Engels: My Fault: London) is een Britse romantische dramafilm uit 2025, geregisseerd door Dani Girdwood en Charlotte Fassler. De film is een remake van de Spaanse film Culpa mía uit 2023, gebaseerd op de roman Culpa Mia van Mercedes Ron. De hoofdrollen worden gespeeld door Asha Banks, Matthew Broome, Eve Macklin, Ray Fearon, Sam Buchanan en Jason Flemyng .

## Verhaal
Noah is een prettig tienermeisje dat met haar moeder Ella van Florida naar Londen verhuist om bij haar nieuwe stiefvader William te gaan wonen. Intieel heeft ze daar helemaal geen zin in en moet ze haar boyfriend achterlaten. Bij aankomst ontmoet Noah haar stiefbroer Nick, en er is meteen een grote aantrekkingskracht tussen de twee. Noah besteedt de zomer aan het wennen aan haar nieuwe leven in London, maakt nieuwe vrienden uit de underground kringen van Nick. Ze worstelt met haar gecompliceerde relatie met hem, waarbij ze haar seksuele aantrekkingskracht moeilijk kan plaatsen. Terwijl ze vechten om de aantrekkingskracht te behouden, ontstaat iets moois. Maar wat Noah niet weet, is dat haar vader is vrijgelaten uit de gevangenis en hij begint haar nauwlettend in de gaten te houden. Noah zal uiteindelijk gedwongen worden om met haar verwoestende verleden om te gaan, terwijl ze voor het eerst verliefd wordt.

## Rolverdeling
| Acteur           | Personage      |
| ---------------- | -------------- |
| Asha Banks       | Noah           |
| Matthew Broome   | Nick Leister   |
| Eve Macklin      | vriendin Ella  |
| Ray Fearon       | vriend William |
| Enva Lewis       | vriendin Jenna |
| Kerim Hassan     | Lion           |
| Sam Buchanan     | Ronnie         |
| Amelia Kenworthy | Anna           |
| Christina Cole   | Bethan         |
| Jason Flemyng    | Travis         |
| Harry Gilby      | Dan            |
| George Robinson  | JP             |

## Productie
De film is een verfilming van het eerste boek uit de Culpables-trilogie van de Argentijnse auteur Mercedes Ron. De regie is in handen van Dani Girdwood en Charlotte Fassler. Het script is geschreven door Melissa Osborne. De film is geproduceerd door Ben Pugh en Erica Steinberg van 42.
De hoofdrollen worden vertolkt door Asha Banks en Matthew Broome, samen met Ray Fearon, Jason Flemyng, Eve Macklin, Enva Lewis, Kerim Hassan, Sam Buchanan, Amelia Kenworthy en Harry Gilby.

### Filmopnames
De filmopnames werden in mei 2024 afgerond.

## Release
Culpa Mía: London werd op 13 februari 2025 door Amazon MGM Studios uitgebracht op Prime Video.